# لوئیس ماندیلور
لوئیس ماندیلور (انگلیسی: Louis Mandylor؛ زادهٔ ۱۳ سپتامبر ۱۹۶۶) (الیاس تئودوسوپولوس ؛ یونانی: Ηλίας Θεοδοσόπουλος؛
یک هنرپیشه، و تهیه‌کننده استرالیایی یونانی است. وی از سال ۱۹۹۰ میلادی تاکنون مشغول فعالیت بوده‌ است.
او در فیلم بازی زندگی آن‌ها، مافیا! و زبری لازم بازی کرده است.